# Малий Брег
Малий Брег (словен. Mali Breg) — поселення в общині Словенське Коніце, Савинський регіон, Словенія. Висота над рівнем моря: 280,8 м.